# Claudia Quinteros
Claudia Quinteros es una deportista argentina que compitió en judo. Ganó una medalla de bronce en el Campeonato Panamericano de Judo de 1998, en la categoría de –57 kg.

## Palmarés internacional
| Campeonato Panamericano | Campeonato Panamericano         | Campeonato Panamericano | Campeonato Panamericano |
| Año                     | Lugar                           | Medalla                 | Categoría               |
| ----------------------- | ------------------------------- | ----------------------- | ----------------------- |
| 1998                    | Santo Domingo (Rep. Dominicana) | Medalla de bronce       | –57 kg                  |